# Choneplax indica
Choneplax indica är en blötdjursart som beskrevs av Nils Hjalmar Odhner 1919. Choneplax indica ingår i släktet Choneplax och familjen Cryptoplacidae. Inga underarter finns listade i Catalogue of Life.